# Amphilius lamani
Amphilius lamani är en fiskart som beskrevs av Einar Lönnberg och Hialmar Rendahl 1920. Amphilius lamani ingår i släktet Amphilius och familjen Amphiliidae. IUCN kategoriserar arten globalt som starkt hotad. Inga underarter finns listade i Catalogue of Life.